# كليو هيغينز
كليو هيغينز (بالإنجليزية: Cleo Higgins)‏ هي مغنية بريطانية، ولدت في 30 أبريل 1982.

## وصلات خارجية
- كليو هيغينز على موقع IMDb (الإنجليزية)